# Даллас Ковбойс

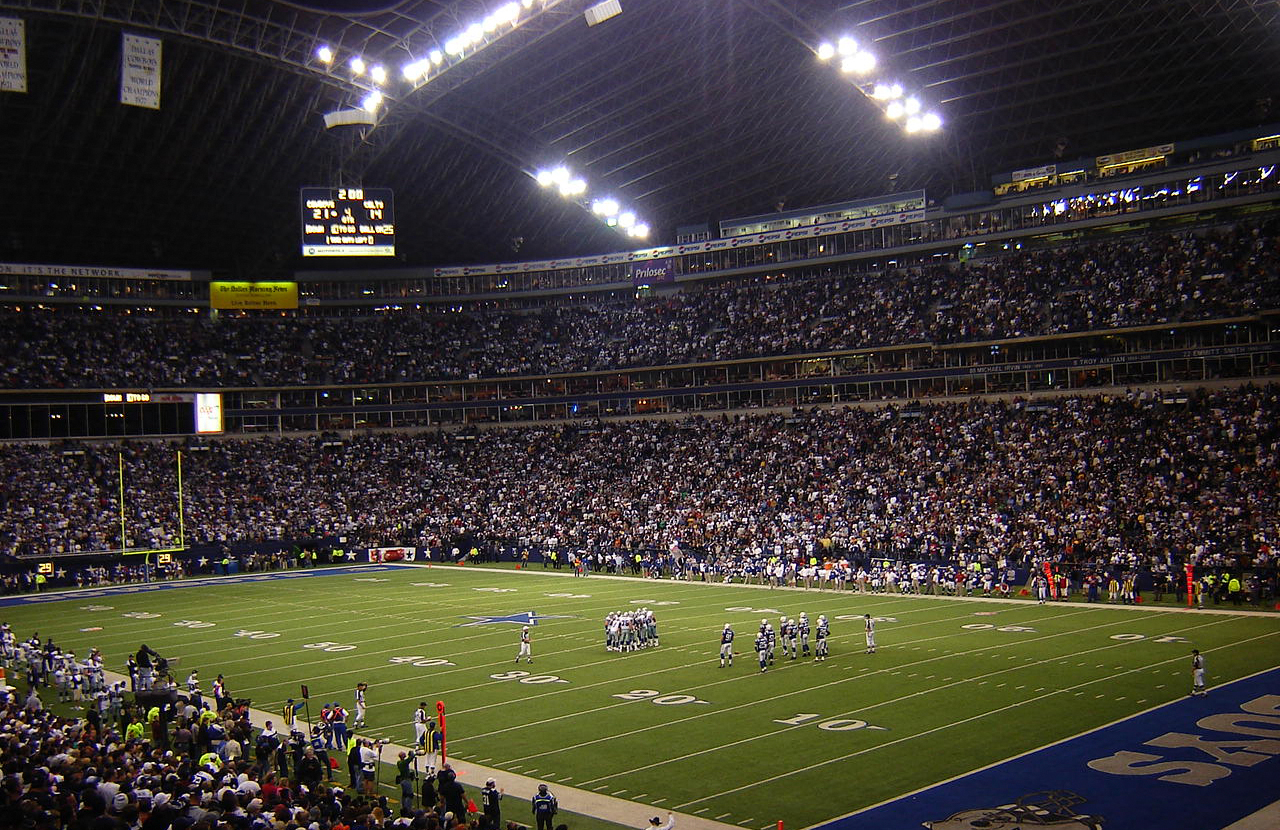
Техас Стедіум

«Да́ллас ковбо́йс» (англ. Dallas Cowboys) — заснована у 1960 професійна команда з американського футболу розташована в місті Даллас в штаті Техас. Команда є членом Східного дивізіону, Національної футбольної конференції, Національної футбольної ліги.
Домашнім полем для «Ковбойс» є AT&T Стедіум в м. Ірвінг, штат Техас, недалеко м. Даллас).
«Ковбойс» вигравали Супербол (чемпіонат НФЛ) (англ. AFC-NFC Super Bowl) у роках1971, 1977, 1992, 1993 і 1995.

## Гравці
- Ольшанський Ігор
- Джейсон Віттен